# 远神论
远神论（Apatheism，取自apathy与atheism），又称为实用主义无神论，指的是一种对有神概念敬而远之的无神论态度，还包括对有神信仰的冷漠、无知以及对各类神祇的兴趣缺乏。

## 历史
在東方的歷史上，孔子曾說：「敬鬼神而遠之」。在西方的历史上，实用主义无神论通常会和道德缺失、无知以及不敬等负面评价联系在一起。一些人认为实用主义无神论者无视神祇和相应的道德体系与社会规范，其在本质上是享乐主义；例如法国天主教哲学家艾蒂·伯恩说过：“实用主义无神论並不是對神存在的否認，而是在行爲中完全无视神的存在，这是邪恶的；因为其本质并非否认绝对權威的來源，而是故意地違抗它。”在當代，实用主义无神论被視為是時代進步的現象，而不再是一種道德上的缺失。